# Fort Barchon
Fort Barchon is een fort nabij het Belgische dorpje Barchon. Het was een van de 12 forten van de ring van forten rond Luik. Het fort werd zowel in de Eerste Wereldoorlog als in de Tweede Wereldoorlog gebruikt.
Het werd in 1888 naar plannen van generaal Henri Alexis Brialmont gebouwd van ongewapend beton. Fort Barchon ligt op een heuvel op de rechteroever van de Maas en ongeveer 6,5 km ten noordoosten van de binnenstad van Luik. De voornaamste opgave van het fort was om vijandige troepen te beletten stroomopwaarts langs de Maas naar de stad Luik te kunnen optrekken. Het model en de bewapening zijn vergelijkbaar met Fort Loncin.
Het fort heeft de vorm van een driehoek en het fortterrein heeft een oppervlakte van 13 hectare. Het geheel wordt omgeven door een droge gracht van 3 meter diep en 15 meter breed. De bezetting van het fort bestond uit 300 artilleristen en 90 infanteristen.
De hoofdbewapening bestond uit:
- Twee houwitsers met een kaliber van 210 mm, elk onder een volledig draaibare gepantserde koepel;
- Twee kanonnen met kaliber 150 mm, samen onder een gepantserde koepel;
- Vier kanonnen met kaliber 120 mm, in twee paren onder een gepantserde koepel.

Voor de eigen verdediging beschikte het fort over 15 kanonnen met een kaliber van 57 mm en mitrailleurs. Er was verder een zoeklicht om de directe omgeving van het terrein te verlichten.
Direct na het uitbreken van de Eerste Wereldoorlog maakten de terugtrekkende Belgische troepen zoveel mogelijk bruggen en wegen onklaar. De Duitse troepen probeerden tot viermaal aan toe bij Visé een pontonbrug aan te leggen, die vier keer werd vernietigd door de kanonnen van Fort Pontisse en Fort Barchon. Al in de eerste dagen van de oorlog werd het fort door Duitse legereenheden belegerd. Fort Barchon werd voor de inzet van het zware belegeringsgeschut, de Dikke Bertha, door een bestorming ingenomen, met grote verliezen aan Duitse zijde. Het was het eerste fort bij Luik dat capituleerde, op 8 augustus om 16:30 uur staakte het de strijd.
In de jaren dertig van de 20e eeuw werd het fort gemoderniseerd. Veel van het geschut werd gemoderniseerd waarbij de schootsafstand toenam, maar ook nieuw geschut werd toegevoegd waaronder ook luchtafweergeschut. De bemanning van het fort kreeg een betere bescherming en werden ook de sanitaire faciliteiten en de ventilatie verbeterd. De opvallendste verandering was de toevoeging van een 20 meter hoge toren, die ervoor zorgde dat het fort onder een overdruk kon geplaatst worden om het te vrijwaren van de gevaren van gifgassen. De toren staat een paar honderd meter buiten het fort en is door middel van een onderaardse gang met het fort verbonden. Vlak voor het uitbreken van de Tweede Wereldoorlog telde het fort een bemanning van 221 soldaten, 53 onderofficieren en vier officieren.
Op 11 mei 1940 gaf het Fort Barchon ondersteunend artillerievuur (40 granaten van 150mm) bij de aanval door de Duitsers van het Fort Eben-Emael. De aanvallers, ondertussen goed geïnstalleerd op het platform konden niet worden uitgeschakeld.
Het fort is ook heden ten dage nog compleet behouden en het wordt momenteel tot museum omgebouwd.

## Naslagwerk
- (en)  Clayton Donnell, The Forts of the Meuse in World War I, Osprey Publishing, Oxford, 2007, ISBN 9781846031144